# Claudia Koll
Claudia Koll, nombre artístico de Claudia Maria Rosaria Colacione (Roma, 17 de mayo de 1965), es una actriz, presentadora y oradora motivacional italiana. Es mundialmente famosa por su papel protagónico en la clásica película erótica Così fan tutte ("Todas lo hacen", 1992), de Tinto Brass, el cual la convirtió en un sex symbol del cine europeo.

## Biografía
Claudia Koll nació en Roma de padres italianos y rumanos.
Tuvo una educación católica, pero cuando se fue de casa para convertirse en actriz, también dejó la Iglesia. Como dijo en su testimonio,  empezó a vivir como le gustaba, haciendo lo que quería, en un "espíritu de rebelión" contra toda autoridad.
Koll debutó como actriz de cine en 1989, pero alcanzó la fama por su papel en la película erótica Così fan tutte (Todas lo Hacen, 1992), dirigida por Tinto Brass. Posteriormente, ha trabajado principalmente para el teatro y la televisión. Alcanzó su mayor audiencia en la popular serie de televisión Linda e il brigadiere (Linda y el brigadier, 1997-2000) con Nino Manfredi. También fue coanfitriona de la edición de 1995 del Festival de Música de San Remo.
Según Koll afirmó en entrevistas, vivió una "vida transgresora" durante muchos años en la década de 1990, pensando que era la verdadera libertad luego de años de educación católica y reglas familiares estrictas. Sin embargo, como también afirmó en sus declaraciones, el efecto real de esa vida fue, en su opinión, dejarla psicológicamente vulnerable y "sin protección".
Koll explicó que un día del año 2000, durante una sesión de meditación "vagamente budista" o del estilo "Nueva Era" (como la que muchas personas del mundo del espectáculo, siempre según Koll, utilizan para relajarse y poder concentrarse en su trabajo), se encontró, sin previo aviso, abrumada por una aterradora sensación de estar "en presencia del mal" y en peligro mortal. Koll relató que en ese momento de temor comenzó a recitar el Padre Nuestro y sintió que la amenaza se desvanecía. Al respecto de esta experiencia y según la explicación del exorcista Padre Francesco Bamonte: "la meditación trascendental... y otra otras prácticas de la Nueva Era hacen hincapié en las experiencias 'fuera del cuerpo' [...] pueden abrir potencialmente la puerta a los ataques demoníacos", según lo citado en el libro de Matt Baglio The Rite: The Making of a Modern Exorcist ("El rito: la creación de un exorcista moderno", publicado por Pocket Books de Londres en 2010, p.56); este libro fue la inspiración para la película de 2011 El rito.
Posteriormente a la experiencia mencionada Claudia Koll se convirtió en una devota católica, participando en varias actividades humanitarias relacionadas con la Iglesia de Roma, y ha viajado por toda Italia para dar testimonio de su conversión e invitar a los jóvenes "a volver a la oración" y "a la fe en Dios". En 2006 también dio un conmovedor testimonio en un servicio de sanación en Malta, donde también regresó en 2016 por invitación del grupo Magnificat para hablar en la iglesia de Santa Catalina en La Valletta.
Koll es celíaca; de hecho, fue presidenta honoraria de la Asociación Italiana de Celíacos.

## Filmografía
- Orlando sei (1989)
- Todas lo hacen (1992)
- Benito - El Ascenso y la Caída de Mussolini (también conocida como El joven Mussolini, 1993)
- Miracolo italiano (1994)
- Uomini sull'orlo di una crisi di nervi (1995)
- Cucciolo (1998)
- María Goretti (2003)[7]

## Aclaración
- Esta obra contiene una traducción  derivada de «Claudia Koll» de Wikipedia en inglés, concretamente de esta versión, publicada por sus editores bajo la Licencia de documentación libre de GNU y la Licencia Creative Commons Atribución-CompartirIgual 4.0 Internacional.